# Sielsowiet Niezbodzicze
Sielsowiet Niezbodzicze (biał. Нязбодзіцкі сельсавет, Niazbodzicki sielsawiet; ros. Незбодичский сельсовет) – sielsowiet na Białorusi, w obwodzie grodzieńskim, w rejonie świsłockim, z siedzibą w Niezbodziczach.

## Demografia
Według spisu z 2009 sielsowiet Niezbodzicze zamieszkiwało 1419 osób, w tym 1289 Białorusinów (90,84%), 72 Polaków (5,07%), 34 Rosjan (2,40%), 11 Ukraińców (0,78%), 4 Ormian (0,28%), 6 osób innych narodowości i 3 osoby, które nie podały żadnej narodowości.

## Geografia i transport
Sielsowiet położony jest na Równinie Prużańskiej, w zachodniej części rejonu świsłockiego. Zachodnią granicą sielsowietu jest granica państwowa z Polską. Największą rzeką jest Kołonna. Część sielsowietu należy do Parku Narodowego „Puszcza Białowieska”.
Przez sielsowiet przebiega linia kolejowa Andrzejewicze–Świsłocz–granica państwa.

## Miejscowości
- agromiasteczka:
  - Hrynki Małe
  - Niezbodzicze
- wsie:
  - Bezwodniki
  - Dreczany
  - Garkowszczyzna
  - Hłuszki
  - Hrynki Nowe
  - Hrynki Wielkie
  - Jakuszówka
  - Kaczki
  - Kalinowska (Lichosielce)
  - Kołonna
  - Romanowce
  - Ryboły
  - Stoki
  - Zarzeczany
- chutory:
  - Jatwiesk
  - Masiekowszczyzna
  - Oszywki
  - Tarasówka
- dawne wsie:
  - Rakowszczyzna